# Adelscott

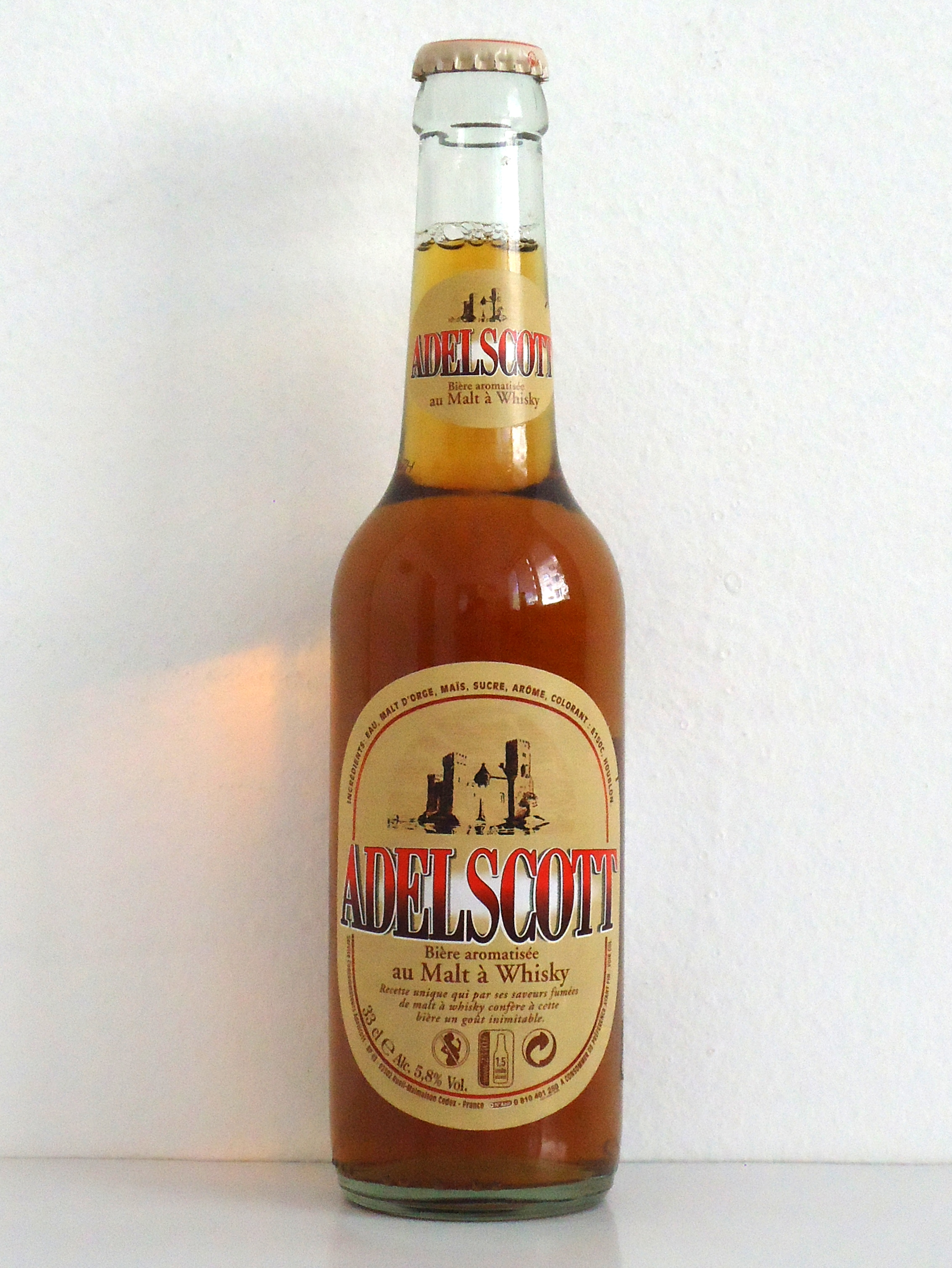
Une bouteille de bière Adelscott.

Adelscott est une marque de bière d'origine alsacienne appartenant aujourd'hui au groupe Heineken. Il s'agit d'une bière ambrée aromatisée au malt à whisky.

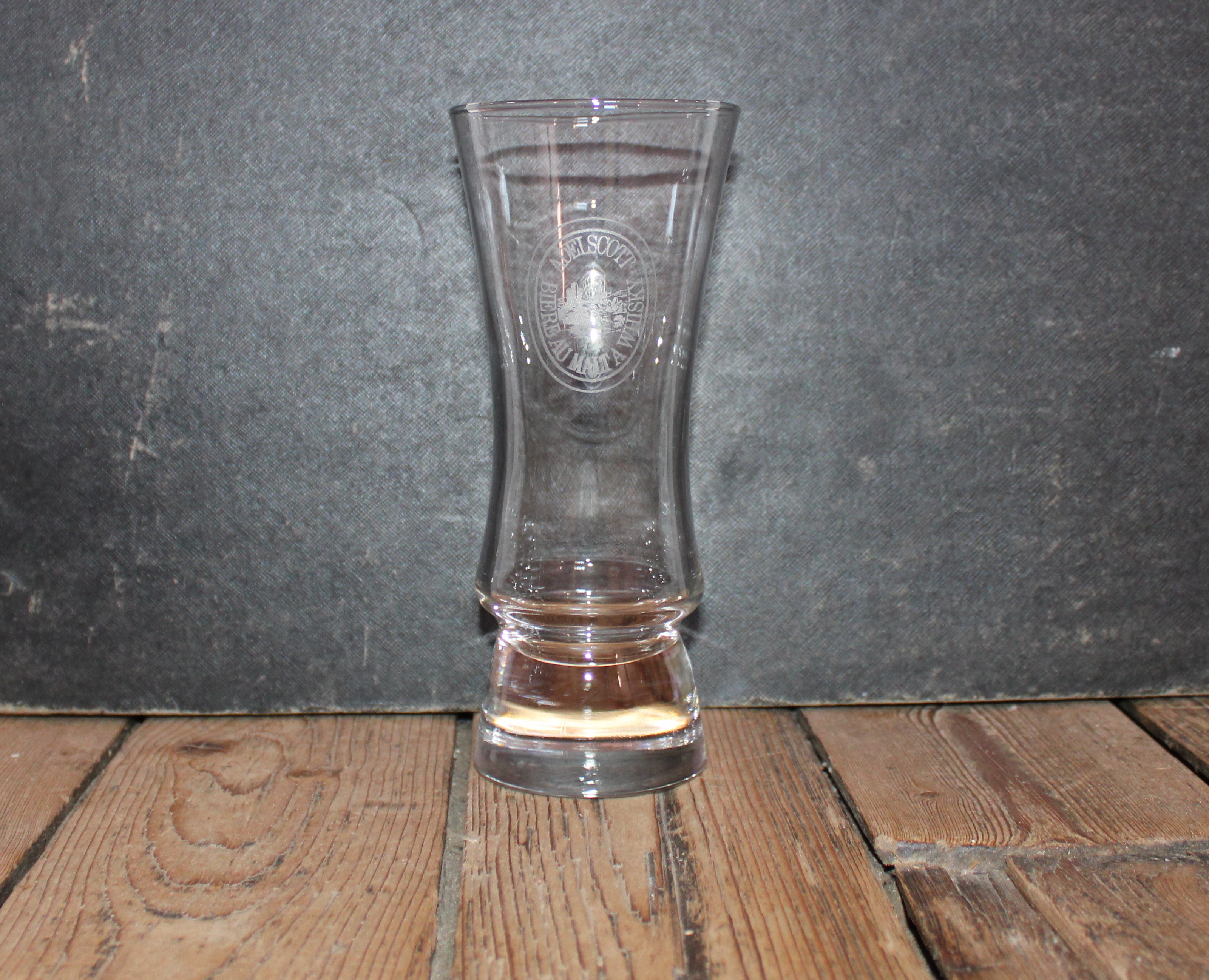
Verre à bière " Adelscott bière au malt à whisky".

## Historique
Créée par Gilbert Dellinger, elle est lancée en 1981 par la brasserie Adelshoffen installée à Schiltigheim dans le Bas-Rhin. 
En 1996, Heineken rachète les brasseries Fischer et Adelshoffen. La brasserie Adelshoffen est fermée en 2000, la production de la bière Adelscott est alors transférée à la brasserie Fischer. La brasserie Fischer est fermée fin 2009, aujourd'hui la bière Adelscott est produite par la brasserie de l'Espérance, également installée à Schiltigheim.
Il a existé plusieurs recettes de cette bière, avec des différences au niveau des ingrédients et du degré d'alcool :
- une recette à 6,6% contenant effectivement une proportion de malt à whisky, ainsi que du maïs, du sucre, du caramel, des arômes (sans précision), du houblon et un antioxydant (acide ascorbique). Cette version n'est désormais plus produite depuis 2006.
- la recette actuelle (depuis 2006) titre désormais 5,8% et n'est plus qu'« aromatisée » au malt à whisky (elle n'en contient donc vraisemblablement plus)[2]. En 2015, il existe au moins deux versions proposées à la vente : une contenant du malt d'orge, du maïs, du sucre, un arôme (sans précision), du colorant E150c (caramel ammoniacal) et du houblon ; une autre contenant de la bière (sans précision), du sucre et des arômes (malt à whisky).

Il existait également une variante brune (à 6,6%) de cette bière, Adelscott Noire. Celle-ci n'est aujourd'hui plus produite.